# 李遐 (北魏)
李遐（487年—528年5月17日），字智远，陇西郡狄道县（今甘肃省定西市临洮县）人，出自陇西李氏敦煌房，东平原郡太守、敦煌侯李静的儿子。

## 生平
李遐有处理公文的才能，以司空行参军为起家官。李静去世后，李遐承袭为敦煌侯，稍微升迁为右将军、尚书驾部郎中，外调为河内郡太守。尔朱荣进军洛阳中途驻扎在河内郡，元子攸偷偷的渡过黄河到北岸与尔朱荣会面。李遐一知道尔朱荣推戴尊奉元子攸，就打开城门恭迎问候，仍然跟从元子攸南渡。建义元年四月庚子（528年5月17日），李遐在河阴之变中为叛乱的士兵所杀害，虚岁四十二。事情安定后，朝廷赠予李遐散骑常侍、车骑大将军、尚书右仆射、秦州刺史，又以李遐有迎侯皇帝的功劳，封为卢乡县开国伯，食邑三百户。李遐的儿子李孝儒承袭为卢乡县伯，北齐取代东魏后，爵位按照旧例降低。

## 家族
- 陇西李氏世系图